# Icke-förstörande komprimering
Icke-förstörande komprimering, alternativt felfri kompression eller förlustfri kompression, kallas, till skillnad från förstörande komprimering, sådana metoder för datakompression som komprimerar på ett sådant sätt att all ursprunglig data går att återskapa. Icke-förstörande komprimeringsalgoritmer är gynnsamma i de fall där komprimerad och ursprunglig data ska vara identisk, typiska exempel är körbara program, textdokument eller källkod.

## Icke-förstörande komprimeringsmetoder (urval)

### Stillbilder
- GIF
- PNG
- WebP

### Binära stillbilder
- JBIG

### Videobilder
- Ljud (inklusive musik):
  - FLAC
  - Apple Lossless
  - AIFF

### Tal
- Geometriska data:

- Övriga data:
  - RAR
  - Gzip
  - Zip
  - 7z